# Quỳnh Thọ, Quỳnh Lưu
Quỳnh Thọ là một xã thuộc huyện Quỳnh Lưu, tỉnh Nghệ An, Việt Nam.

## Địa lý - Hành chính
Xã có diện tích 4,68 km², dân số năm 1999 là 5.416 người, mật độ dân số đạt 1.157 người/km².